# Norwood (Massachusetts)
Norwood ist eine Kleinstadt (Town) im Norfolk County des Bundesstaats Massachusetts in den Vereinigten Staaten.
Das U.S. Census Bureau hat bei der Volkszählung 2020 eine Einwohnerzahl von 31.611 ermittelt.
Der Ort am Neponset River und der früheren Boston Post Road war einer der Drehorte für den 2012 erschienenen Film Ted und ist Sitz des Schadenverhütungszentrum des Versicherungsunternehmens FM Global.

## Verkehr
Der südwestliche Vorort von Boston ist straßenverkehrstechnisch durch die Massachusetts Route 1A, die Interstate 95, den U.S. Highway 1 und die Massachusetts Route 128 erschlossen. Er liegt auch an der Bahnstrecke Dedham–Willimantic. Im öffentlichen Personennahverkehr hat Norwood drei Stationen an der Franklin/Foxboro Line des Verkehrssystems MBTA Commuter Rail: Norwood Depot, Norwood Central und Windsor Gardens. Ferner besteht mit dem Flughafen Norwood Memorial Airport (IATA:OWD) auch Anschluss im Luftverkehr.

## Persönlichkeiten

### In Norwood geboren
- Fred Holland Day (1864–1933), Fotograf, Verleger und Philanthrop
- Paul Francis Duffy (1932–2011), römisch-katholischer Bischof
- Fred Holland Day (1864–1933), Fotograf, Verleger und Philanthrop
- William R. Keating (* 1952), Politiker (Demokraten)
- Jake Layman (* 1994), Basketballspieler
- LeeLee Morrison (* 1960), kanadische Freestyle-Skierin
- Tony Rombola (* 1964), Gitarrist

### Mit Norwood verbunden
- Frank G. Allen (1874–1950), Politiker, in Norwood gestorben
- Kenneth Amis (* 1970), Tubist, lebt in Norwood
- Noah Hanifin (* 1997), Eishockeyspieler, in Norwood aufgewachsen
- Frank Kilroy (1921–2007), Footballspieler, in Norwood gestorben